# Hala Tomanowa

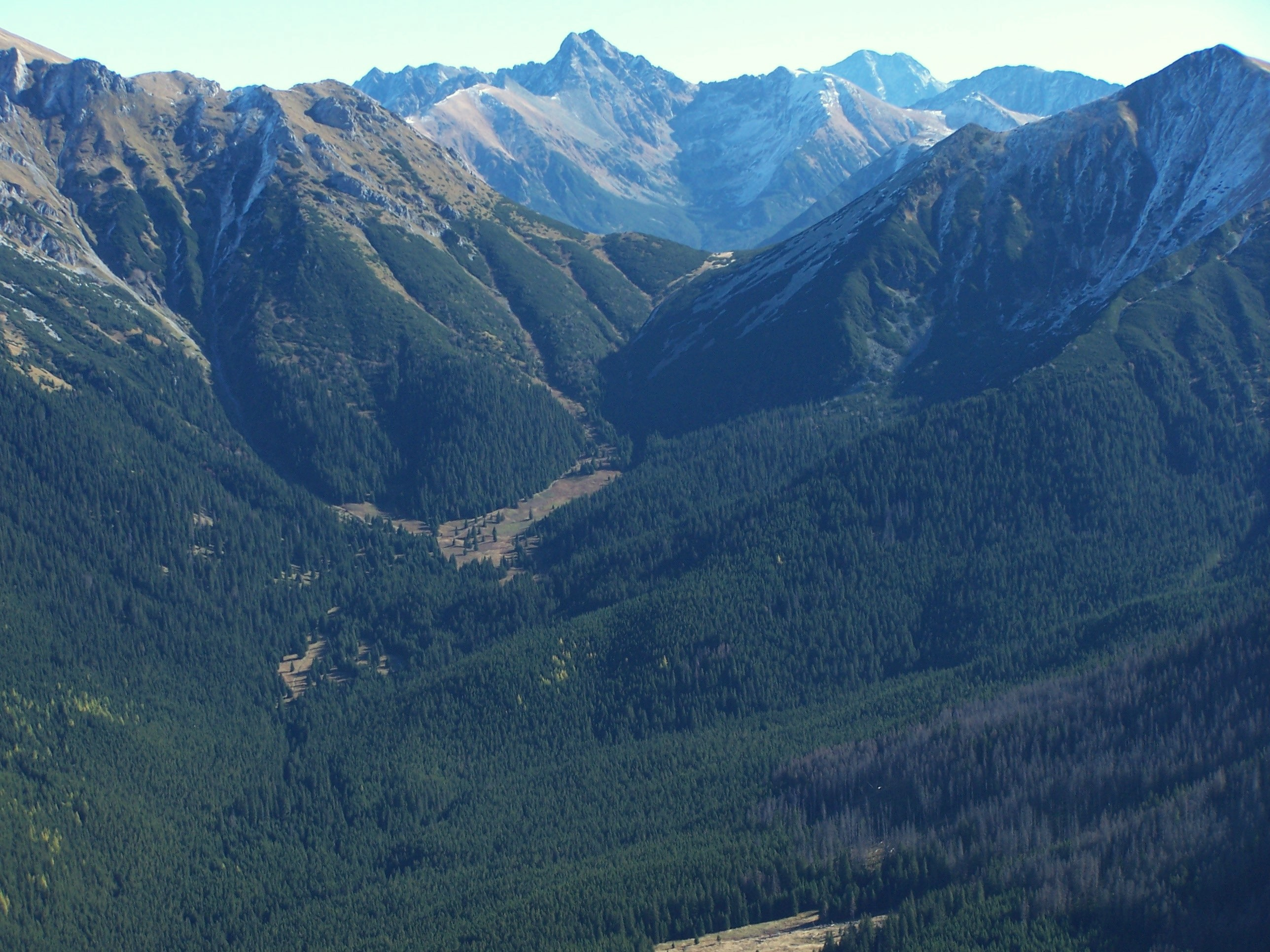
Tereny dawnej hali

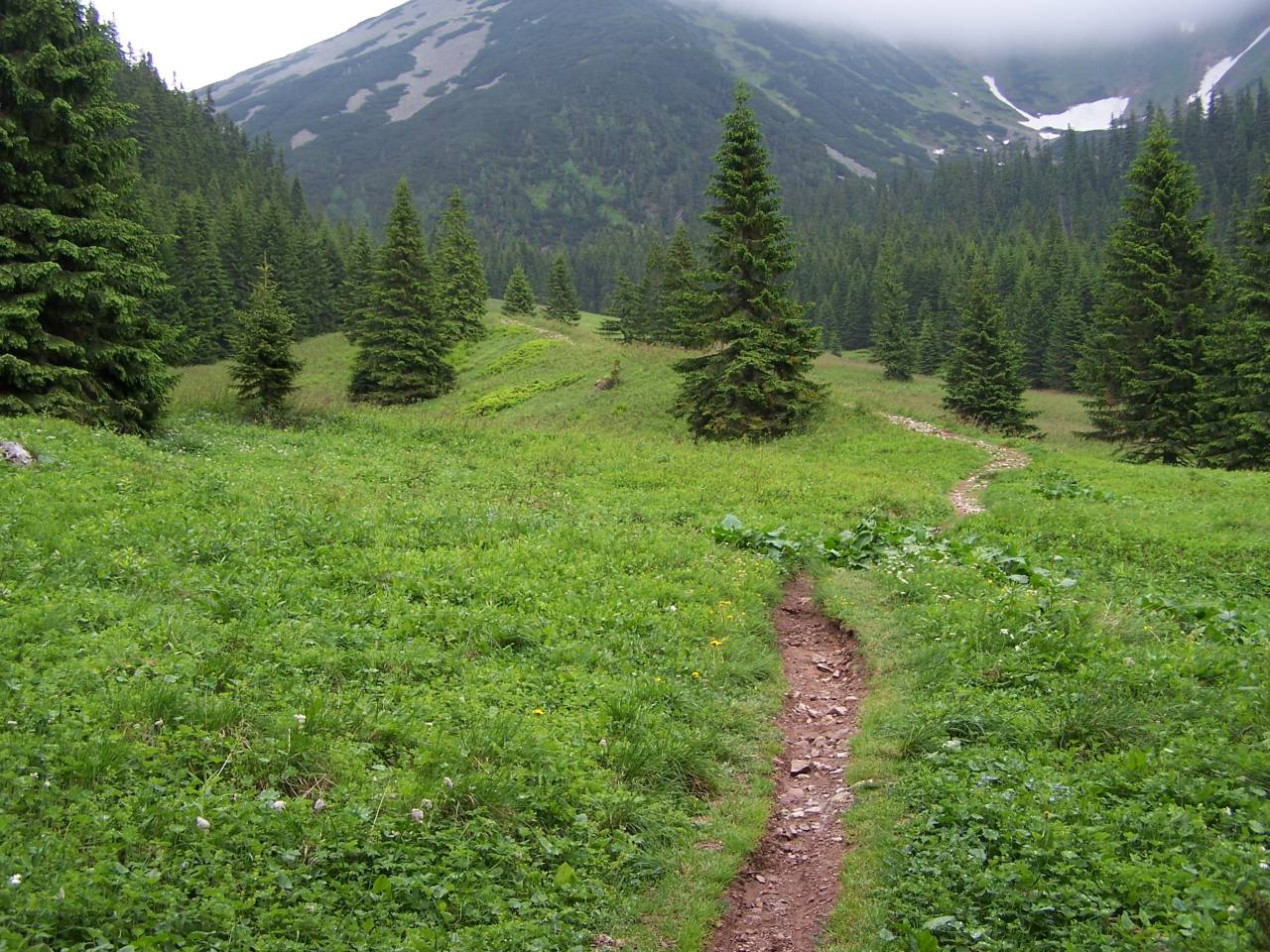
Wyżnia Polana Tomanowa

Hala Tomanowa – dawna hala pasterska znajdująca się w górnej części Doliny Tomanowej w Tatrach Zachodnich. Sąsiadowała z Halą Smreczyny (oddzielał je Zadni Smreczyński Grzbiet), od północnej strony obejmowała również górną część Wąwozu Kraków pomiędzy Tomanowym Grzbietem i Wysokim Grzbietem. W jej skład wchodziła Wyżnia i Niżnia Polana Tomanowa.
Już w 1615 r. górale otrzymali od króla Zygmunta III Wazy zezwolenie na wykarczowanie i wypasanie tej doliny. Wcześniej zapewne była wypasana przez Wołochów – lud, który wprowadził pasterstwo w Karpatach. Później od górali halę wykupił hrabia Władysław Zamoyski. W 1927 r. wybudowano tutaj wzorcową bacówkę i urządzono pokazowy ośrodek szkolenia baców. W czasie II wojny światowej w budynku tej bacówki ukrywali się radzieccy partyzanci.
Wypas na tej hali ograniczono już od lat 30., gdy wykupił ją Władysław Zamoyski. W czasie II wojny światowej jednakże wypasano tutaj już bez żadnego ograniczenia, Niemcy mieli bowiem większe problemy niż kontrolowanie wypasu w Tatrach. W 1948, jeszcze przed utworzeniem Tatrzańskiego Parku Narodowego, władze polskie utworzyły w całej górnej części Doliny Kościeliskiej ścisły rezerwat przyrody i wypas zniesiono. Od tego czasu hala stopniowo zarasta lasem i jej nazwa jest już tylko historyczna. Obecnie pozostały tylko dwie niewielkie, również zarastające polany. Tereny dawnej hali to obecnie obszar ochrony ścisłej „Pyszna, Tomanowa, Pisana”. Z rzadkich w Polsce roślin na hali występuje krwawnik wyprostowany.

## Szlaki turystyczne
Czas przejścia na podstawie mapy:
 – szlak zielony ze schroniska na Hali Ornak w Dolinie Kościeliskiej, skręcający na północ na Rozdrożu w Tomanowej i wiodący przez Czerwony Żleb, Tomanowy Grzbiet i Wysoki Grzbiet na Chudą Przełączkę i dalej na Ciemniak.
- Czas przejścia ze schroniska do rozdroża: 1:30 h, ↓ 1:10 h
- Czas przejścia od rozdroża na Chudą Przełączkę: 1:30 h, ↓ 1 h

Uwaga: czerwony szlak prowadzący Kamienistym Żlebem na Tomanową Przełęcz został zamknięty przez TPN od 22 maja 2009. Już rok wcześniej (w czerwcu 2008) zamknięto słowacki czerwony szlak z Tomanowej Przełęczy do Doliny Cichej.